# 第36回全国高等学校野球選手権大会
第36回全国高等学校野球選手権大会（だい36かいぜんこくこうとうがっこうやきゅうせんしゅけんたいかい）は、1954年8月13日から8月22日まで甲子園球場で行われた全国高等学校野球選手権大会である。
この大会に初出場した高鍋高校は、宮崎勢としても初出場であった。これで残る未出場県は沖縄のみとなった（ただし当時沖縄県はアメリカ施政下にあったため、この回で当時の全46都道府県から未出場県は消えている）。

## 出場校
- 北海（北海道、2年連続18回目）
- 秋田（奥羽・秋田、2年連続10回目）
- 福島商（東北・福島、3年ぶり2回目）
- 水戸一（北関東・茨城、24年ぶり3回目）
- 千葉商（南関東・千葉、14年ぶり3回目）
- 早稲田実（東京、3年ぶり16回目）
- 鶴見工（神奈川、初出場）
- 松商学園（信越・長野、5年連続13回目）
- 武生（北陸・福井、5年ぶり2回目）
- 静岡商（山静・静岡、2年連続3回目）
- 中京商（愛知、2年連続6回目）
- 岐阜（三岐・岐阜、5年ぶり3回目）

- 平安（京津・京都、3年ぶり13回目）
- 新宮（紀和・和歌山、2年ぶり3回目）
- 泉陽（大阪、初出場）
- 滝川（兵庫、17年ぶり2回目）
- 米子東（東中国・鳥取、4年ぶり7回目）
- 三原（西中国・広島、初出場）
- 高松商（北四国・香川、15年ぶり7回目）
- 高知商（南四国・高知、3年ぶり3回目）
- 小倉（福岡、3年ぶり8回目）
- 長崎商（西九州・長崎、2年ぶり4回目）
- 高鍋（東九州・宮崎、初出場）

## 試合結果

### 1回戦
- 中京商 3 - 0 水戸一
- 鶴見工 16 - 5 高鍋
- 泉陽 8 - 0 岐阜
- 高知商 5 - 4 平安
- 米子東 2x - 1 滝川（延長11回）
- 早稲田実 5 - 0 小倉
- 千葉商 6 - 1 長崎商

### 2回戦
- 北海 6x - 5 福島商
- 三原 5 - 0 秋田
- 静岡商 4x - 3 高松商
- 新宮 2 - 0 武生
- 中京商 7 - 6 松商学園
- 早稲田実 3 - 1 米子東
- 高知商 8 - 3 鶴見工
- 泉陽 3 - 0 千葉商

### 準々決勝
- 静岡商 2 - 1 泉陽
- 新宮 1 - 0 北海（延長17回）
- 中京商 14 - 1 三原
- 高知商 5x - 4 早稲田実

### 準決勝
- 中京商 4 - 2 新宮
- 静岡商 3 - 1 高知商

### 決勝
8月22日
|        | 1 | 2 | 3 | 4 | 5 | 6 | 7 | 8 | 9 | R |
| ------ | - | - | - | - | - | - | - | - | - | - |
| 中京商 | 0 | 0 | 0 | 0 | 0 | 0 | 2 | 1 | 0 | 3 |
| 静岡商 | 0 | 0 | 0 | 0 | 0 | 0 | 0 | 0 | 0 | 0 |

1. （中）：中山俊 - 加藤克
2. （静）：松浦、横山 - 滝
3. 審判
［球審］鈴木
［塁審］久保田・鍛治川・大槻

## 大会本塁打
- 第1号：紺野幸次（福島商）
- 第2号：関森正治（高松商）
- 第3号：平田晟（泉陽）

## その他の主な出場選手
- 工藤正明（北海）
- 玉造陽二（水戸一）
- 橋本政雄（水戸一）
- 榎本喜八（早稲田実）
- 河西宏和（早稲田実）
- 黒田勉（鶴見工）
- 木次文夫（松商学園）
- 牧野伸（武生）
- 田中平八郎（武生）
- 興津立雄（静岡商）
- 瀧英男（静岡商）
- 森昌彦（岐阜）
- 辻孝（平安）

- 木村幸生（平安）
- 前岡勤也（新宮）
- 岡田守雄（新宮）
- 喜吉文雄（滝川）
- 義原武敏（米子東）
- 恵川康太郎（三原）
- 田中尊（高松商）
- 須藤豊（高知商）
- 片田謙二（高知商）
- 小谷信男（高知商）
- 門田良三（高知商）
- 畑隆幸（小倉）
- 黒木基康（高鍋）

## 優勝旗盗難事件
この年の11月下旬、真紅の大優勝旗が盗まれるという椿事が発生した。校長室に飾っていた優勝旗は、竿の部分はそのままだったが、旗の部分だけが全く別の旗に入れ替わった形で紛失した。中京商では警察に通報するとともに、全校挙げて捜索を開始するなど大騒動となった。
状況から内部犯行も疑われ、野球部員も警察の事情聴取を受けた。優勝の立役者である中山俊丈は、「汗水たらして、泣きながら猛練習して、そうやって手にした優勝旗を盗ったりなんかするものか。」と抗議したという。
中京商は学校職員や全校生徒が、学校周辺の田畑、山、公園、寺などを連日捜索した。野球部は練習どころではなくなった。日がたつにつれて中京商関係者の焦燥は強まり、犯人に宛てて「咎めないので返してほしい」という新聞公告を出したり、ついには占い師に依頼して旗の場所を占ってもらったりした。しかし見つからずに年が明け、旗を新調しなければならないのではないかと思われた。その後、盗難から85日目の2月に、中京商から約600m離れた名古屋市立川名中学校の床下から、風呂敷に包まれた形で発見された。犯人はついにわからなかった。